# Was Ich denke
Was Ich denke, pubblicato nel 1979, è un album della cantante italiana Milva.
L'album, composto da 11 tracce, presenta inediti e versioni in tedesco già interpretate in altre lingue.
Il disco, pubblicato sul LP e cassette, è stato successivamente ristampato anche su CD.
Da segnalare, in particolare, la riuscita versione in lingua tedesca del classico di Massimo Bubola e Fabrizio De André Sally.
L'album arrivò al numero 18 della classifica tedesca il 13 agosto del 1979, stazionando per 53 settimane all'interno della chart e fruttandole il disco d'oro. Tratti dall'album furono pubblicati i singoli Freiheit in meiner Sprache e Typisch Mann.
Nelle note di copertina figura il nome della fotografa delle immagini di copertina, Marielù Berger ed un ringraziamento alla pellicceria Dellera di Milano per le sontuose pellicce che appaiono nelle immagini contenute nella confezione del disco.

## Tracce
1. Die Taube (Se equivocò la paloma) (Carlos Guastavino - Rafael Alberti - M. Uchtmann) – 3:05
2. Freiheit in meiner Sprache (La canzone della libertà) (L. Lucignani - E. Morricone - T. Woitkewisch) – 3:05
3. Typisch Mann (Niemals verlost Du die Kontrolle) (Ailleur) (N. Peyrac - T. Woitkewitsch) – 3:32
4. Wir müssen wach sein (Wij zullen doorgaan) (Ramses Shaffy - T. Woitkewitsch) – 2:30
5. Ich zähle nicht nur die Jahre (Ou s'en vont mourir les réves (L. Mathalon - Eva - O. Draeger - M. Uchtmann) – 2:34
6. Die Würde (Clouds) (D. Gates - M. Uchtmann) – 4:02
7. Sonntagsgesicht (Exis liga chronia exis) (G. Hatzinassios - M. Bourboulis - T. Woitkewitsch) – 3:34
8. Zwischen zwei Stühlen Dromoi palyi (M. Theodorakis - Anagnostakis - T. Woitkewitsch) – 4:57
9. Sally (F. De André - Massimo Bubola - T. Woitkewitsch) – 3:53
10. So fühl' ich mich ohne dich (Voila comment tu m'as laisses) (M. Shumann - E. Roda-Gil - T. Woitkewitsch) – 3:43
11. Die Gedanken sind frei  (Trad., adatt. Natale Massara) – 3:08